# Sare Hamadi
Sare Hamadi (Schreibvariante: Sarre Hamadi) ist eine Ortschaft im westafrikanischen Staat Gambia.
Nach einer Berechnung für das Jahr 2013 leben dort etwa 176 Einwohner, das Ergebnis der letzten veröffentlichten Volkszählung von 1993 betrug 127.

## Geographie
Sare Hamadi liegt am nördlichen Ufer des Gambia-Flusses, in der Upper River Region Distrikt Wuli, rund 1,4 Kilometer westlich von Jah Kunda.

## Söhne und Töchter des Ortes
- Foday Musa Suso (1950–2025), Musiker